# Liste der Naturdenkmale in Eldingen
Die Liste der Naturdenkmale in Eldingen nennt die Naturdenkmale in Eldingen im Landkreis Celle in Niedersachsen.

## Naturdenkmale
| Bild | Bezeichnung | Ort, Lage                                                 | Beschreibung | Schutzzweck | Nummer      |
| ---- | ----------- | --------------------------------------------------------- | ------------ | ----------- | ----------- |
| BW   | Linde       | Metzingen Lindenstraße (52° 40′ 37,8″ N, 10° 22′ 33,3″ O) |              |             | ND CE 00023 |
| BW   | Linde       | Metzingen Zum Welft (52° 40′ 32″ N, 10° 22′ 28,5″ O)      |              |             | ND CE 00024 |
| BW   | 2 Linden    | Bargfeld Im Luttertal (52° 42′ 6,1″ N, 10° 20′ 51″ O)     |              |             | ND CE 00088 |